# Wskaźnik empiryczny

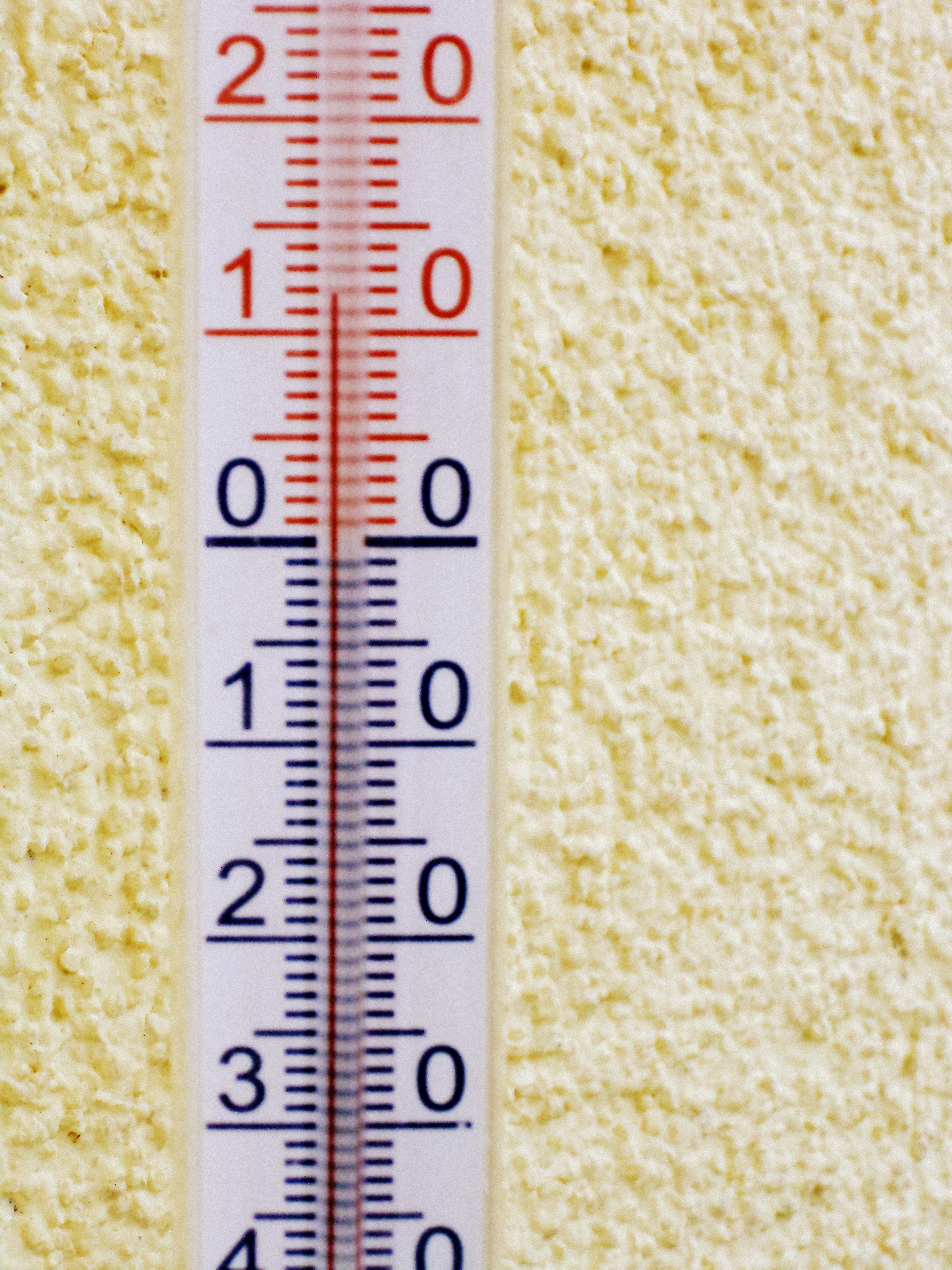
Słupek rtęci w termometrze to wskaźnik empiryczny temperatury (indicatum).

Wskaźnik empiryczny – jeden z typów wskaźników wyróżnionych przez polskiego socjologa Stefana Nowaka. W jego przypadku indicatum (zjawisko wskazywane Z - w terminologii S. Nowaka) jest obserwowalne. Pomiędzy wskaźnikiem empirycznym W a indicatum zachodzi związek empiryczny, czyli taki, który może zostać rozstrzygnięty na drodze obserwacji. Mimo iż zarówno wskaźnik empiryczny jak i indicatum są obserwowalne, to wskaźnik empiryczny jest de facto łatwiejszy do zaobserwowania, bardziej wiarygodny i obiektywny.

## Przykład wskaźnika empirycznego

### Długość słupka rtęci w termometrze jako wskaźnik empiryczny temperatury powietrza

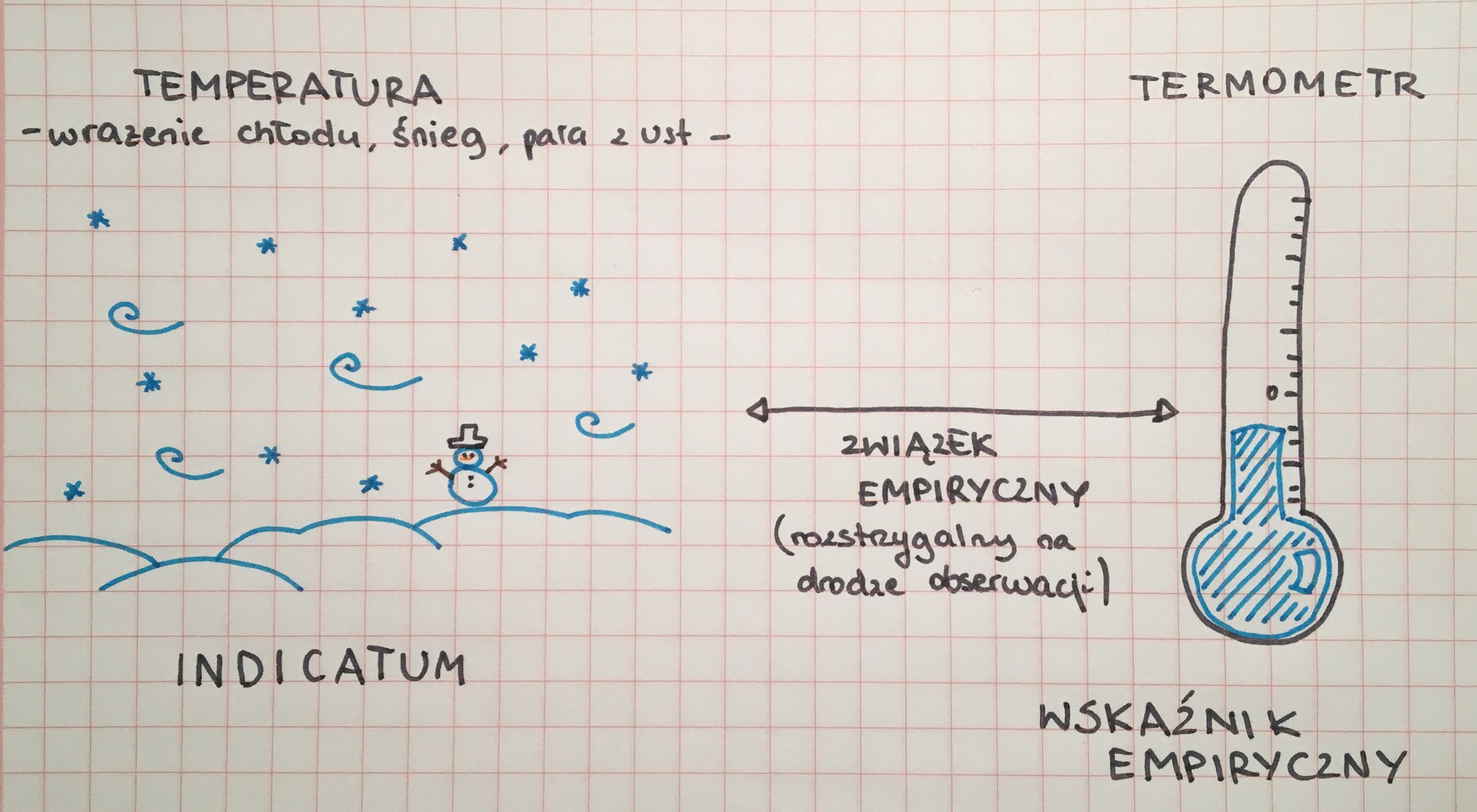
Rysunek schematyczny, ułatwiający zrozumienie pierwszego przykładu.

W tym wypadku indicatum to temperatura powietrza. Obserwując takie czynniki jak obecność śniegu, para wydobywająca się z ust czy szron pojawiający się na szybach samochodów, można stwierdzić, iż na zewnątrz panuje temperatura poniżej zera. Nie wiadomo jednak ile dokładnie wynosi, ponieważ obserwacja otoczenia nie wystarcza do jej precyzyjnego określenia. Można to sprawdzić korzystając ze wskaźnika empirycznego, czyli słupka rtęci w termometrze. Poprzez jego monitorowanie będzie możliwe potwierdzenie, że indicatum, czyli temperatura ujemna, która wcześniej została zaobserwowana, faktycznie występuje i ile dokładnie wynosi. Analogiczny przykład, dotyczący termometru lekarskiego jako wskaźnika empirycznego gorączki (indicatum), można znaleźć w podręczniku Jerzego Brzezińskiego.

### Alkomatjako wskaźnik empiryczny stopnia nietrzeźwości
Tym razem indicatum to stopień nietrzeźwości. Można wnioskować, że ktoś jest pijany, opierając się na obserwacji jego zachowania (zaburzenia mowy, problemy z utrzymaniem równowagi czy spadek sprawności intelektualnej). W ten sposób nie da się jednak dokładnie określić ilości promili we krwi. Co więcej, gdy opieramy się wyłącznie na obserwacjach istnieje ryzyko pomylenia stanu chorobowego z nietrzeźwością. Alkomat, za pomocą którego mierzy się zawartość alkoholu w wydychanym powietrzu, rozwiewa w takich sytuacjach wszelkie wątpliwości. W tym przykładzie pełni on bowiem rolę wskaźnika empirycznego. Pozwala obiektywnie i jednoznacznie (dokładniejsze jest tylko badanie krwi) stwierdzić, czy i w jakim stopniu dana osoba jest nietrzeźwa. 

## Klasyfikacja wskaźników (wg S. Nowaka)

### Klasyfikacja podstawowa
Stefan Nowak podzielił wskaźniki na trzy typy, w zależności od charakteru indicatum oraz typu związku łączącego wskaźnik z indicatum:
- empiryczne
- definicyjne
- inferencyjne

Ponadto wyróżnił także wskaźniki mieszane:
- empiryczno-definicyjne
- definicyjno-inferencyjne
- empiryczno-inferencyjne
- empiryczno-inferencyjno-definicyjne

### Podział dodatkowy na wskaźniki zewnętrzne i wewnętrzne
Ponadto wskaźniki empiryczne oraz inferencyjne zostały przez Nowaka włączone do szerszej klasy tzw. wskaźników zewnętrznych wobec indicatum. Oznacza to, że nie wchodzą one do indicatum, którego są wskaźnikami. Ad exemplum (na podstawie podanego wyżej przykładu wskaźnika empirycznego) alkomat nie wchodzi do treści pojęcia "stopnia nietrzeźwości". Wskaźniki definicyjne są natomiast traktowane jako wskaźniki wewnętrzne, co oznacza, że są całością indicatum (jako definicje pełne) lub do niego wchodzą (jako definicje cząstkowe).